# Erik Heinrichs
Axel Erik Heinrichs (Helsinki, 21 juli 1890 - Helsinki, 16 november 1965) was een Fins militair.

## Militaire carrière
Tijdens de Eerste Wereldoorlog werd Heinrichs als vrijwilliger getraind in Duitsland en maakte hij deel uit van het Koninklijk Pruisisch Jager-bataljon nr. 27. In 1918 keerde hij naar het onafhankelijke Finland terug en diende hij in het Witte Leger dat tegen het socialistische Rode Leger vocht. Hij streed o.a. bij Tampere en Viipuri.
Van 1925 tot 1928 studeerde hij aan een militaire hogeschool in Frankrijk.

## Winteroorlog
Tijdens de Winteroorlog (1939-1940) was luitenant-generaal Erik Heinrichs commandant van het Finse 3de Leger. Op 19 februari 1940 werd hij commandant Leger van de Karelische Isthmus. Na de Winteroorlog werd hij in juni 1940 chef van de generale staf en in 1941 werd hij bevorderd tot generaal van de infanterie.

## Hoofdonderhandelaar met de Duitsers
In periode 1940-1941 bezocht hij een paar keer Duitsland met het verzoek om Duitse steun bij een eventuele nieuwe aanval van de Sovjet-Unie op Finland. In mei 1941 leidde hij een belangrijke Finse militaire delegatie die in Salzburg met veldmaarschalk Wilhelm Keitel en chef operaties kolonel-generaal Alfred Jodl. Heinrichs probeerde er tijdens die gesprekken ook achter te komen of Duitsland de USSR zou aanvallen, maar hij kreeg alleen te horen dat Duitsland eventueel een preventieve oorlog met de Sovjet-Unie zou voeren. Er werd door de Duitsers geen woord gerept over Operatie Barbarossa. Operatie Barbarossa - de grootscheepse Duitse aanval op de USSR - was inmiddels al uitgestippeld. Jodl wilde weten of het mogelijk was om een Duitse legereenheid in Finland te stationeren, maar dit wees Heinrichs resoluut van de hand; er was toen immers nog geen oorlog tussen de Sovjet-Unie en Finland. Vervolgens reisden Heinrichs en de delegatie door naar Berlijn waar de Duitsers vroegen of de Finnen bereid waren bij de eventuele oorlog tussen Duitsland en de USSR mee te vechten bij een aanval op Leningrad. Ook dit wees Heinrichs van de hand. Mocht er een oorlog tussen Duitsland en de USSR dan zou Finland neutraal blijven, pas wanneer het Rode Leger een aanval zou uitvoeren op Finland, dan zou Finland met Duitse hulp de Sovjet-Unie binnenvallen, maar alleen om de verloren gegaan gebieden uit de Winteroorlog te heroveren.

## Vervolgoorlog
Enige tijd na Heinrichs terugkeer in Finland viel Duitsland de USSR binnen. Heinrichs was geschokt en had dit niet verwacht. Vrijwel direct daarna begon er een grootscheepse Sovjetluchtaanval (22 juni 1941) op Finland. Finland verklaarde daarop de oorlog de Sovjet-Unie. De Vervolgoorlog was begonnen.
Gedurende de Vervolgoorlog (1941-1944) was hij aanvankelijk bevelhebber van het Karelische Leger, maar in januari 1942 werd hij opnieuw chef van de generale staf. Tijdens de oorlogsjaren - ook al tijdens de Winteroorlog - werkte Heinrichs nauw samen met opperbevelhebber maarschalk Carl Gustaf Mannerheim. Mannerheim had het volste vertrouwen in zijn chef van de generale staf.
In 1944 ontving Heinrichs als tweede persoon in Finland het Mannerheim Kruis, op 5 augustus 1944 ontving hij het Duitse kruis: Eén dag nadat Mannerheim president was geworden van Finland. Mannerheim benoemde een nieuwe regering bestaande uit leden van de "vredesoppositie" in Finland. Heinrichs werd in september 1944 als onderdeel van een onderhandelingsdelegatie naar de Sovjet-Unie gestuurd om een wapenstilstand te sluiten. Op 19 september 1944 werd er in Moskou een wapenstilstandsverdrag gesloten.

## Na de oorlog
Van 1944 tot 1945 was Heinrichs opperbevelhebber van het Finse leger (als opvolger van Mannerheim). In 1945 werd Heinrichs uit zijn functie van chef van de generale staf ontheven. In 1948 speelde hij nog een belangrijke rol toen hij als militair expert van de Finse delegatie door president Paasikivi zijn handtekening zette onder YYA-verdrag (Verdrag van Vriendschap, Samenwerking en Wederzijdse Bijstand) in Moskou. Dit verdrag bezegelde de vriendschap tussen Finland en de Sovjet-Unie.
In 1957 ontving luitenant-generaal Erik Heinrichs een eredoctoraat van Universiteit van Helsinki.

## Militaire loopbaan
- Majuri: 1 november 1918[1]
- Everstiluutnantti: 12 augustus 1919[1]
- Eversti: 16 mei 1928[2][1]
- kenraalimajuri: 16 mei 1933[2][1]
- kenraaliluutnantti: 19 februari 1940[2][1]
- Jalkaväenkenraali: 3 oktober 1941[2][1]

## Decoratie
- Ridderkruis op 5 augustus 1944[3]
- Duitse Kruis in goud op 17 augustus 1943[3]
- Mannerheim Kruis, 1e klasse op 5 februari 1942[3]
- Mannerheim Kruis, 2e klasse op 31 december 1944[3]
- Grootkruis bij de Orde van het Vrijheidskruis met Zwaarden op 6 juli 1940[3]